# Sarracenia rubra
Sarracenia rubra este o specie de plante carnivore din genul Sarracenia, familia Sarraceniaceae, ordinul Ericales, descrisă de Thomas Walter.

## Subspecii
Această specie cuprinde următoarele subspecii:
- S. r. alabamensis
- S. r. gulfensis
- S. r. jonesii
- S. r. rubra
- S. r. wherryi

## Galerie de imagini

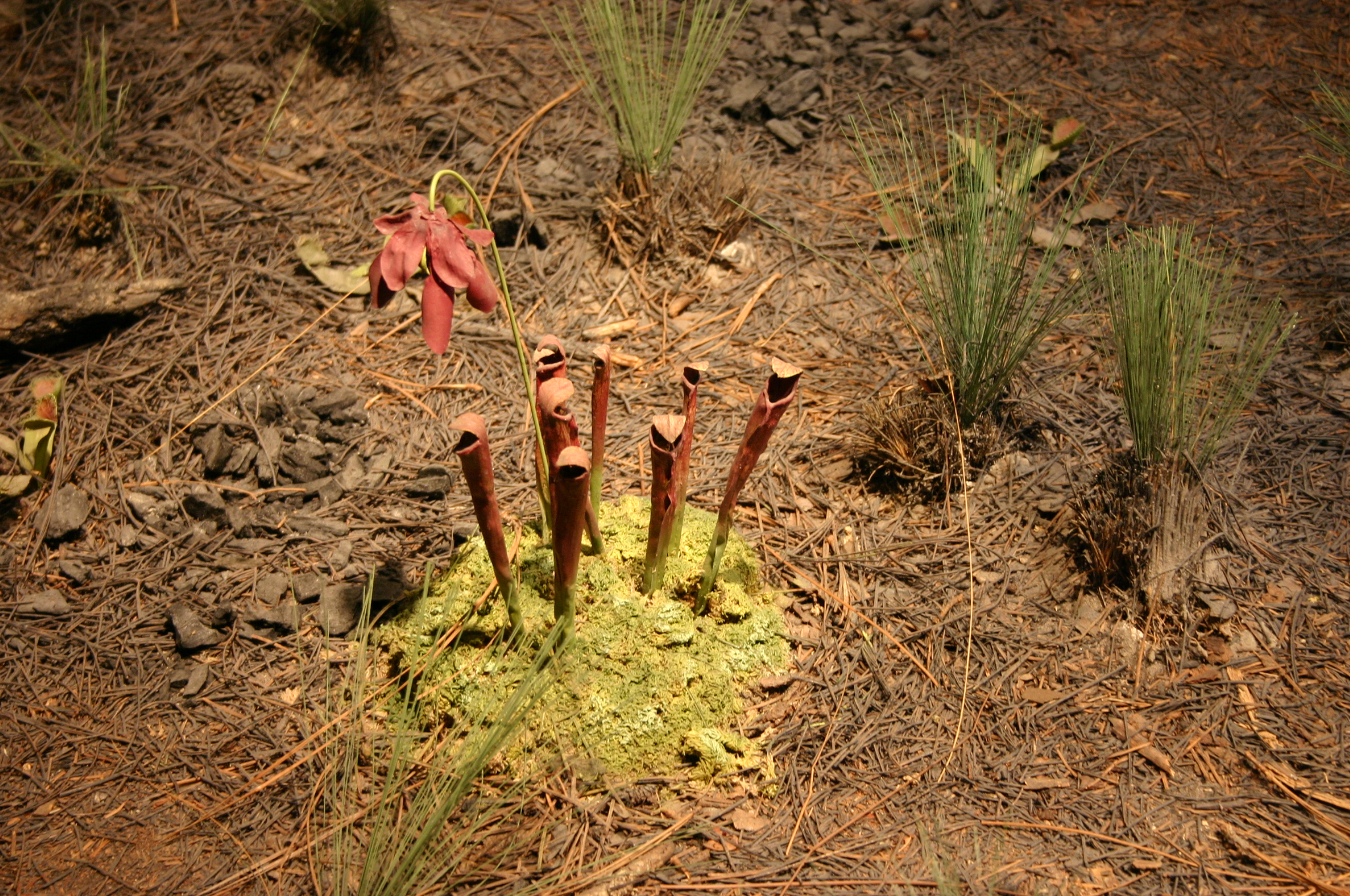
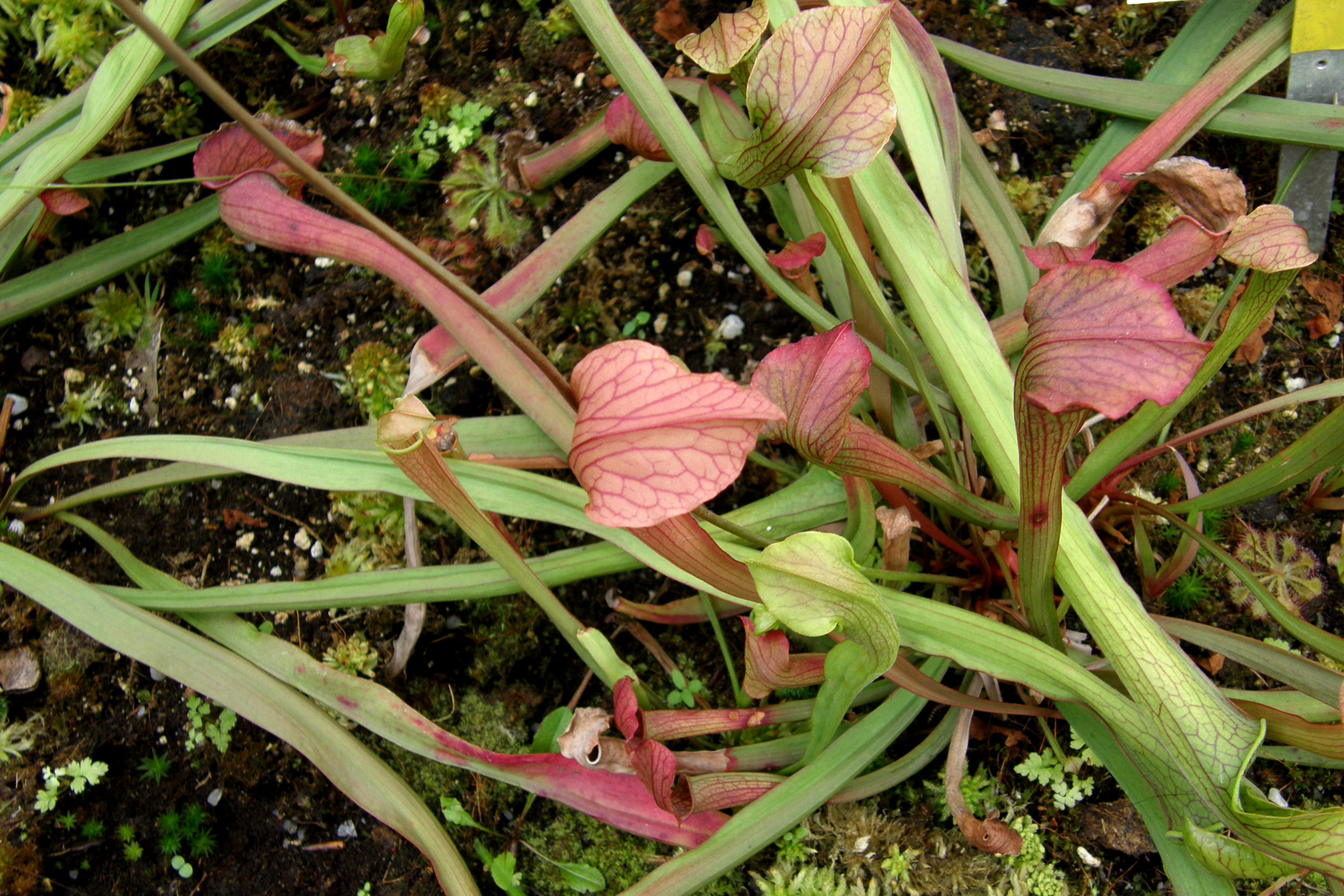
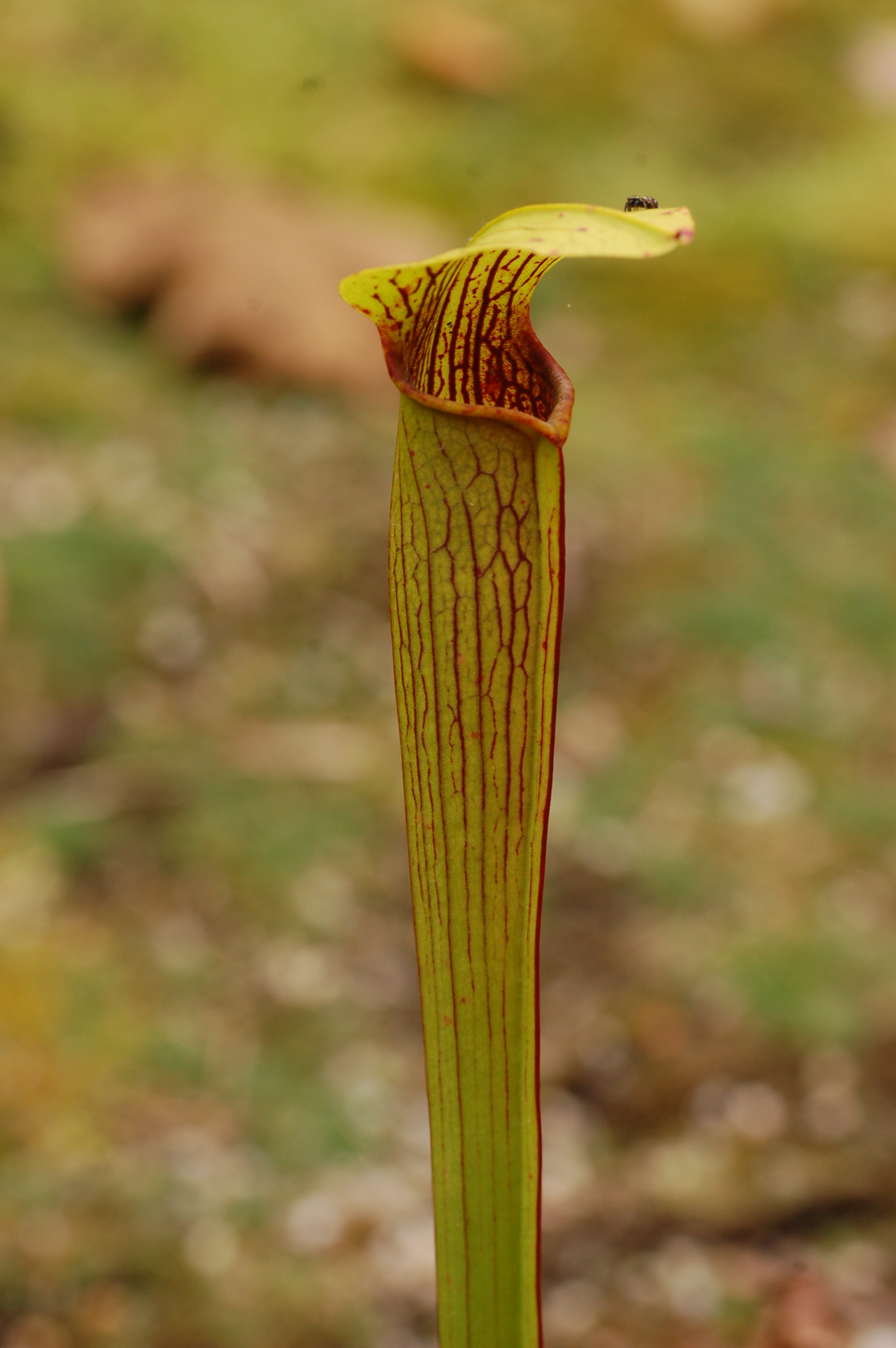
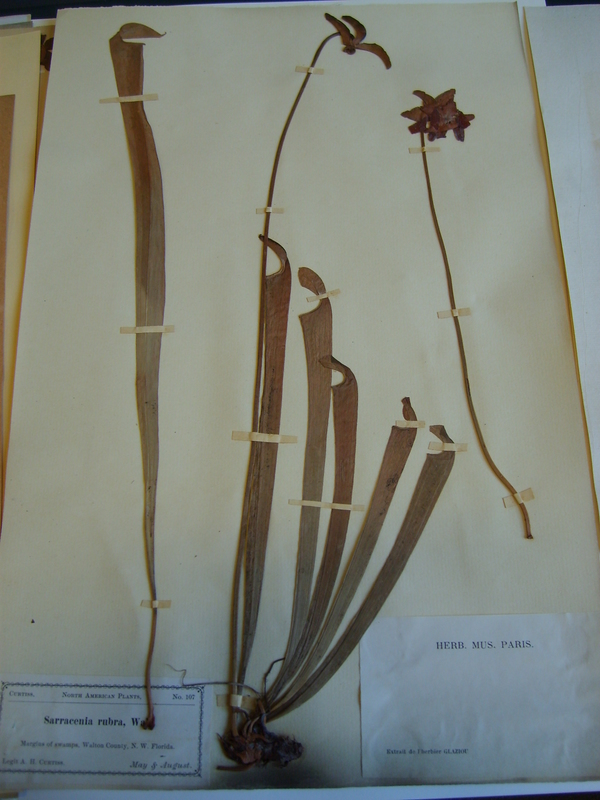
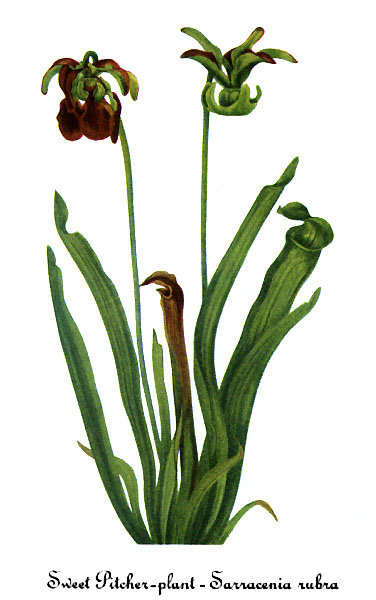
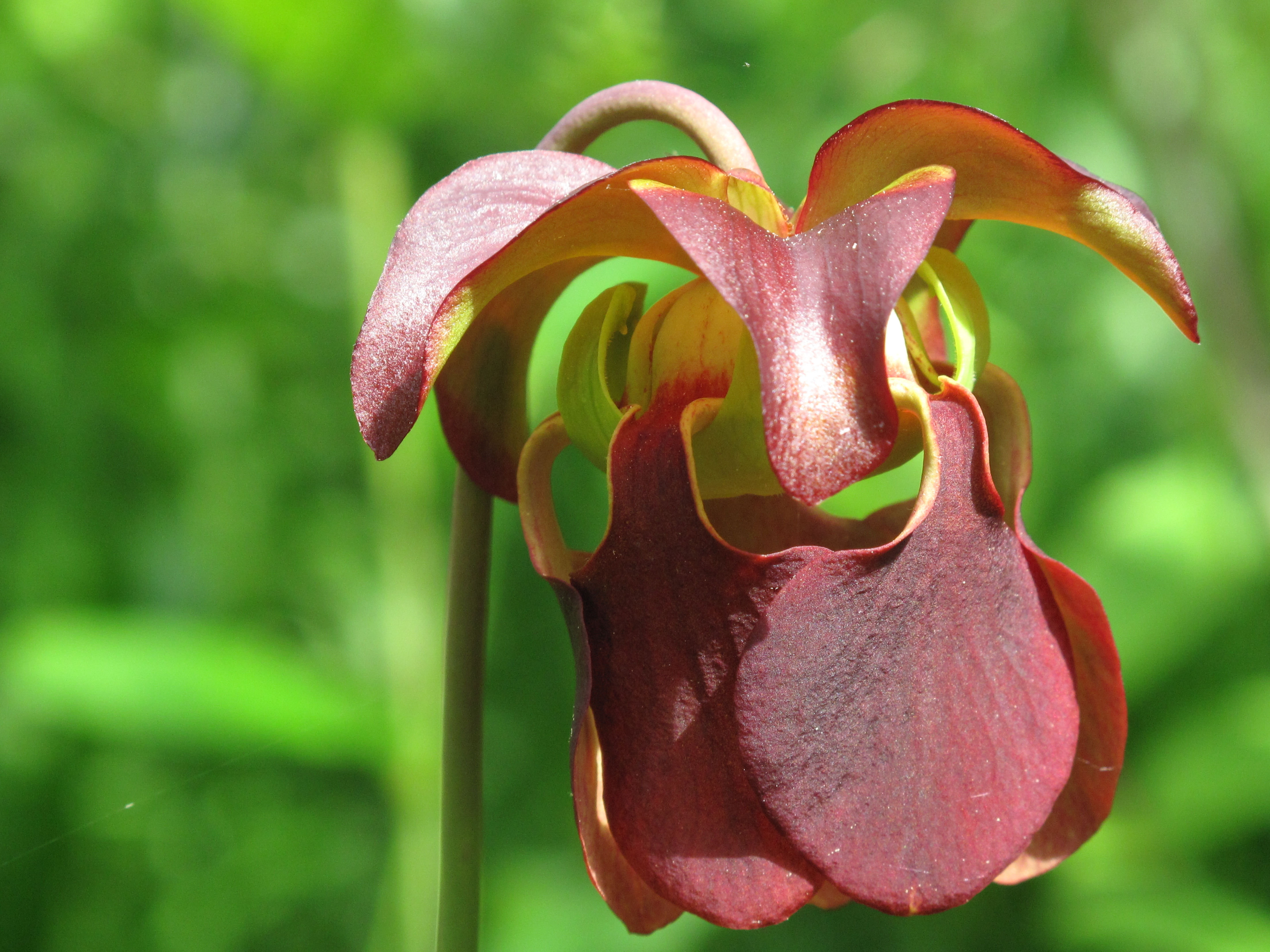